# Петер Льовенкрандс
Петер Льовенкрандс (на датски: Peter Løvenkrands) е датски футболист. Той играе като нападател или като ляво крило.

## Кариера
Първият му клуб е Академиск Болдклуб, където Питър играе 2 сезона. През 2000 е купен от Глазгоу Рейнджърс за 1,3 млн. паунда. За шотландците изиграва 182 мача във всички турнири, като вкарва 54 попадения. Става двукратен шампион на Шотландия. Ловенкрадс е с основна роля за достигането на Глазгоу Рейнджърс до 1/4 финалите на Шампионската лига. След 6 сезона в рейнджърс, Питър преминава в германския Шалке 04 със свободен трансфер. Там той играе като ляво крило. През първия си сезон там играе много успешно. Вкарва 6 гола и записва 4 асистенции. Сезон 2007/08 не е успешен за Питър. След поредица от слаби мачове и контизии, датчанинът губи титулярното си място. Новият треньор Фред Рутен не разчита на него и го запраща в дублиращия отбор. На 23 февруари 2009 Питър преминава в английския Нюкасъл Юнайтед. Дебютира срещу Манчесер Сити. На 4 март вкарва срещу Манчестер Юнайтед. Това попадение е първо във вратата на Едвин ван дер Саар от 1311 игрови минути. На 1 юли 2009 договорът му изтича и той става свободен агнет. На 1 септември 2009 обаче се завръща в Нюкасъл, като подписва контракт за 3 години. На 13 януари 2010 отбелязва хеттрик срещу Плимът. Вкарва 13 гола в Чемпиъншип и помага на тима си да спечели промоция за Висшата лига.